# Nicholas Nickleby (film 1985)
Nicholas Nickleby / Przygody Mikołaja Nickleby – australijski film animowany z 1985 roku będący ekranizacją powieści Karola Dickensa „Nicholas Nickleby”.

## Obsada (głosy)
- Colin Borgonon
- Wallas Eaton
- Ron Haddrick
- Brian Harrison
- Phillip Hinton
- Liz Horne
- Lynn Rainbow
- Robin Stewart

## Fabuła
Rodzina Nicklebych wiodła dostatnie życie i nigdy im niczego nie brakowało. Sytuacja zmienia się po śmierci ojca Nicholasa. Szukając pomocy przyjeżdżają do Londynu do wuja Ralfa. Ten z kolei pragnie rozdzielić i wykorzystać rodzinę do swoich celów. 

## Wersja polska
W Polsce film został wydany na VHS w latach 90. pod tytułem Przygody Mikołaja Nickleby. Istnieje też wersja wydana na DVD pod tytułem Nicholas Nickleby. Obie wersje z angielskim dubbingiem i polskim lektorem.
- Wersja polska: Studio Sonoria
- Tekst: Piotr Banaszek
- Fragmenty Romea i Julii Williama Szekspira w przekładzie Macieja Słomczyńskiego
- Czytał: Piotr Borowiec